# Lúcio Alberto Pinheiro dos Santos
Lúcio Alberto Pinheiro dos Santos (Braga, 19 Abril de 1889 – Rio de Janeiro, 11 Novembro de 1950) foi um filósofo e professor Português, conhecido por criar o termo e escrever a primeira teoria da ritmanálise, focando-se nas suas dimensões fisiológicas. As suas ideias sobre a ritmanálise foram depois exploradas pelos filósofos Franceses Gaston Bachelard e Henri Lefebvre.

## Biografia
Nascido em Braga a 19 de Abri de 1889, Lúcio Alberto Pinheiro dos Santos começou por estudar Direito na Universidade de Coimbra. Posteriormente mudou-se para Lisboa onde se dedicou ao ensino. Em 1917 emigrou para o Brasil, mas regressou em 1919 para ser Professor na Faculdade de Artes de Coimbra, de onde foi, ainda no mesmo ano, para a Faculdade de Artes do Porto. Enquanto professor, serviu também durante um curto período como deputado para o círculo de Guimarães, e entre 1923-26 foi o Chefe dos Serviços de Educação da Índia Portuguesa.
Após o golpe de Estado de 28 de Maio de 1926, regressou ao exílio no Brasil. Publicou em 1931 o livro Ritmanálise, que não teve grande impacto na altura, mas influenciou fortemente Gaston Bachelard. Morreu no Rio de Janeiro a 11 de Novembro de 1950.